# 蘇原六軒町
蘇原六軒町（そはらろっけんちょう）は、岐阜県各務原市の地名。現行行政町名は蘇原六軒町一丁目から蘇原六軒町四丁目。

## 地理
各務原市の蘇原地区に属する。旧・中山道沿いであり、町域の東部は蘇原三柿野町、西部は那加信長町、南部は蘇原三柿野町及び岐阜基地、北部は蘇原緑町に接する。蘇原六軒町四丁目には高層マンションがあり、蘇原六軒町の人口は四丁目に集中している。
地域には名古屋鉄道各務原線が通過する。
地名は、蘇原町三柿野の通称地名である。
道路
- 国道21号（那加バイパス）
- 那加メーンロード（旧・中山道）
- 蘇原中央通り
- 栄通り

## 歴史
蘇原六軒町に鎮座する神明神社の由緒によれば、正中の変の後、鎌倉幕府に追われた日野資朝の妻子と土岐頼兼の妻子は美濃国各務郡に逃れ、現在の蘇原六軒町付近に移住したと伝わる。
この地域は西市場村・桐野村・岩地村の三ヶ村入会地であったが、元禄15年（1702年）に加納宿で脇本陣を営んでいた三宅佐兵衛と森孫作により新田開発が行われ、三宅佐兵衛の三と森孫作の屋号「滝屋」の滝から、三滝新田と名付けられた。新田開発時の当初の軒数が6軒であったことから、この地域の通称を六軒と呼んでいた。三滝新田の集落は中山道沿いにあり、住民は新田開発を行いつつ立場も営んでいた。
1874年（明治7年）9月、各務郡柿沢村、三滝新田、野村が合併し三柿野村が発足。1897年（明治30年）4月、伊飛島村、和合村、大宮村、古市場村、持田村と合併し蘇原村（1943年に町制施行し蘇原町）が発足。この地域は蘇原村大字三柿野の一部となる。
1943年（昭和18年）に町制施行により蘇原町が発足すると、市街地となった大字三柿野に通称地名が設定され、この地域は六軒町の通称名で呼ばれるようになる。
1963年（昭和38年）4月1日、蘇原町は那加町、鵜沼町、稲羽町と合併し各務原市が発足すると、大字三柿野から分立し蘇原六軒町が成立。

## 世帯数と人口
2024年（令和6年）10月1日現在の世帯数と人口は以下の通りである。
| 丁目             | 世帯数  | 人口    |
| ---------------- | ------- | ------- |
| 蘇原六軒町一丁目 | 45世帯  | 90人    |
| 蘇原六軒町二丁目 | 62世帯  | 117人   |
| 蘇原六軒町三丁目 | 78世帯  | 155人   |
| 蘇原六軒町四丁目 | 781世帯 | 1,277人 |
| 計               | 966世帯 | 1,639人 |

## 小・中学校の学区
市立小・中学校に通う場合、学区は以下の通りとなる。
| 番・番地等 | 小学校                   | 中学校               |
| ---------- | ------------------------ | -------------------- |
| 全域       | 各務原市立蘇原第二小学校 | 各務原市立蘇原中学校 |

## 交通
- 名古屋鉄道各務原線六軒駅

※各務原市ふれあいバス蘇原線に「六軒北」バス停があるが、所在地は蘇原早苗町である。

## 主な施設
- 名古屋鉄道各務原線六軒駅
- 六軒公民館
- 六軒西公園
- 神明神社
- 蘇原南保育園